# Fantasia Royale Gaga
Fantasia Royale Gaga es una drag queen estadounidense, conocida por ser la ganadora de la primera temporada de Hot Haus, así como por aparecer en la serie documental Miami Dolls y competir en la quinta temporada de The Boulet Brothers' Dragula.

## Primeros años
Fantasia nació en Jacksonville, Florida. Parte de una familia cristiana y conservadora, Fantasia abandonó su hogar a la edad de 15 años para poder vivir su verdadera identidad y comenzar su transición de género.

## Carrera
Fantasia es popularmente conocida como "The Body" debido a su característica silueta corporal.
En marzo de 2023, tras su paso por la competición, fue declarada vencedora de la primera temporada de la competición de telerrealidad Hot Haus, obteniendo el título de "Próximo Sex Symbol Queer". En abril apareció en la serie documental Miami Dolls, que muestra y documenta las vidas de las artistas del Palace Bar. En agosto de ese mismo año acudió como invitada al programa Chapuzas Estéticas, en el cual fue entrevistada por los doctores Terry Dubrow y Paul Nassif. Fantasia afirmó que su operación de pecho no le causaba ningún malestar físico, y que si algún día esto cambiaba sin duda se operaría para llevar a cabo una reducción, en pro de su salud.
El 3 de octubre fue anunciada como una de las concursantes en la quinta temporada de The Boulet Brothers' Dragula, que comenzó su emisión el 31 de octubre de 2023.

## Filmografía

### Cine
| Año  | Título                                | Papel                | Notas      |
| ---- | ------------------------------------- | -------------------- | ---------- |
| 2023 | Turn Up the Love: Connecting to Pride | Fantasia Royale Gaga | Documental |

### Televisión
| Año  | Título                                      | Papel                | Notas       |
| ---- | ------------------------------------------- | -------------------- | ----------- |
| 2022 | Hot Haus                                    | Ganadora             | 6 episodios |
| 2023 | Miami Dolls                                 | Fantasia Royale Gaga | 1 episodio  |
| 2023 | Watch What Happens Live with Andy Cohen     | Invitada             | 1 episodio  |
| 2023 | Meet Our Monsters                           | Concursante          | 1 episodio  |
| 2023 | The Boulet Brothers' Dragula (5ª temporada) | Concursante          |             |